# القرش (فرقيطة)
القرش (353) هو كورفيت صاروخي تابع للبحرية الجزائرية من فئة جبل شنوة.

## التصميم والوصف
تم تصنيع الكورفيت الذي ينتمي إلى فئة جبل شنوة في المؤسسة الوطنية لبناء السفن بالمرسى الكبير بوهران سنة 2000.
يبلغ طول الكورفيت حوالي 58.4 مترًا، وعرضه حوالي 8.50 مترًا، وعمق الغاطس حوالي 2.60 مترًا. يتم تشغيل الكورفيت باستخدام ثلاث محركات ديزل من طراز إم تي يو 20 في-538-تي بي92، والتي تمتلك قوة تقدر بنحو 7000 حصان (ما يعادل 9400 كيلو واط)، وهذا يسمح للكورفيت بالتحرك بسرعة قصوى تبلغ حوالي 31 عقدة (57.41 كيلومترًا في الساعة).
القرش مجهز بمدفع أساسي من عيار 60/76 ملم في المقدمة، بالإضافة إلى ثلاثة مدافع ثلاثية الأنابيب من طراز بريدا بعيار 40/70 ملم. وتم تجهيز السفينة أيضًا بمنظومة إطلاق صواريخ سي-802 المضادة للسفن، حيث تمتلك هذه الصواريخ مدى يصل إلى حوالي 120 كيلومترًا، وتعمل بواسطة قادفتين ذات خلايا مزدوجة. لاحقًا، تم تطوير كل كورفيتات هذه الفئة، حيث تمت إضافة منصات لصواريخ خ-35 كياك في مكان صواريخ سي-802.
السفينة مجهزة بأنظمة رادار متقدمة مثل رادار المسح الملاحي من طراز ديكا 1226 ورادارات أخرى تشمل رادار قيادة النيران ورادار البحث السطحي. يتألف طاقم الكورفيت القرش من 52 فردًا.

## المهام
شارك القرش في الكثير من المناورات التي جمعت الجزائر بالدول الإجنبية، فقد شارك مناورات جنوب فرنسا جمعت الكثير من الدول الأوروبية والعربية.